# Masterpieces
Masterpieces je druhé kompilační album švédské heavy metalové skupiny HammerFall, které bylo uvedeno na trh 27. června 2008. Album obsahuje všechny dosuď nahrané covery plus tři nevydané skladby.

## Seznam skladeb
1. "Child of the Damned" (Tsamis) (Warlord cover) – 3:42
2. "Ravenlord (Stormwitch cover) (Bonus Track)" – 3:31
3. "Eternal Dark" (Lovell/Jaarsveld/Vreugdenhil/Manen/Bakker) (Picture cover) – 3:07
4. "Back to Back" (Pretty Maids cover) - 3:39
5. "I Want Out" (Hansen) (Helloween cover) – 4:36
6. "Man On The Silver Mountain" (Blackmore/Dio) (Rainbow cover) –5:55
7. "Head Over Heels" (Accept/Deaffy) – (Accept cover) – 4:35
8. "Run With the Devil" (Wahlquist) (Heavy Load cover) – 5:13
9. "We´re Gonna Make It" (Snyder) (Twisted Sister cover) – 3:33
10. "Breaking The Law" (Downing/Tipton/Halford) (Judas Priest cover) - 2:48
11. "Angel Of Mercy" (Chastain) (Chastain cover) – 5:38
12. "Rising Force" (Malmsteen/Turner) (Yngwie Malmsteen cover) – 4:31
13. "Detroit Rock City" (Stanley/Ezrin) – (Kiss cover) – 3:53
14. "Crazy Nights" (ATakasaki/Nihara) – (Loudness cover) – 3:38
15. "När Vindarna Viskar Mitt Namn" (Holmstrand/Jansson/Dahl) – (Roger Pontare cover)
16. "Flight Of The Warrior" (Reale/Van Stavern/Moore) – (Riot cover) *
17. "Youth Gone Wild" (Bolan/Sabo) – (Skid Row cover) *
18. "Aphasia" (Norum) – (Europe cover) *

## Sestava
- Joacim Cans – Zpěv
- Oscar Dronjak – Kytara
- Pontus Norgren – Kytara
- Fredrik Larsson – Baskytara
- Anders Johansson – Bicí
- Jesper Strömblad – Bicí
- Glenn Ljungström – Kytara
- Patrik Räfling – Bicí
- Magnus Rosén – Baskytara
- Stefan Elmgren – Kytara, doprovodný zpěv

- "I Want Out": Zpěv, kytara a klávesy Kai Hansen, doprovodný zpěv Udo Dirkschneider
- "Man On The Silver Mountain" Bicí AC, doprovodný zpěv Kai Hansen
- "Head Over Heels": zpěv Udo Dirkschneider, doprovodný zpěv Kai Hansen
- "Breaking the Law": zpěv Oscar Dronjak, kytara Joacim Cans, kytara Magnus Rosén, baskytara Anders Johansson, bicí Stefan Elmgren